# Arno Allan Penzias
Arno Allan Penzias (26 tháng 4 năm 1933  –  22 tháng 1 năm 2024) là nhà vật lý người Mỹ, người nhận Giải Nobel vật lý năm 1978 cùng Robert Woodrow Wilson nhờ công trình khám phá bức xạ phông vi sóng vũ trụ. Cùng với họ, Pjotr Leonidovič Kapica nhận giải thưởng này nhưng không liên quan gì đến công trình bức xạ vi sóng vũ trụ.
Arno Allan Penzias sinh ra tại München, Đức. Năm lên sáu, ông được đưa sang Anh. Sáu tháng sau, cha mẹ ông và gia đình di cư đến New York City vào năm 1940. Sau đó ông trở thành công dân Hoa Kỳ năm 1946. Ông tốt nghiệp Brooklyn Technical High School năm 1951, đậu tú tài tại City College of New York, nhận bằng cử nhân năm 1958 và bốn năm sau ông nhận học vị tiến sĩ khoa học tại cùng một trường Columbia University.
Ông qua đời vì biến chứng của bệnh Alzheimer tại một cơ sở trợ giúp sinh hoạt ở San Francisco, vào ngày 22 tháng 1 năm 2024, ở tuổi 90.

## Khám phá
Sau tốt nghiệp, ông làm việc cùng Robert Woodrow Wilson ở trung tâm nghiên cứu Bell Labs tại New Jersey với máy thu vi sóng cryogen (ở nhiệt độ siêu thấp khoảng 123 K) có độ nhạy cao dùng cho quan sát thiên văn vô tuyến. Năm 1964, hai ông phát hiện sóng nhiễu tầng số cao mà không thể giải thích nguyên gốc. Sóng nhiễu đó mang năng lượng rất thấp so với bức xạ xuất phát từ Ngân Hà đồng thời nó có cùng tính chất ở tất cả các hướng. Penzias và Wilson cho rằng, dụng cụ làm việc của mình có lẽ đã bị nhiễu do một nguồn phát sóng nào đó trên Trái Đất. Họ dự đoán và sau đó tự mình phủ nhận rằng khả năng nguồn gây nhiễu xuất phát từ New York. Cuộc kiểm tra an ten đã phát hiện ra anten bị dính đầy phân bồ câu. Tuy nhiên nhiễu sóng vẫn không được khắc phục sau khi đã làm sạch anten.
Sau khi đã loại trừ tất cả các khả năng gây nhiễu khác, họ đã công bố khám phá của mình. Về sau, nguồn sóng nhiễu này được xác định là bức xạ tự nhiên của nền vũ trụ, được hình thành từ Vụ Nổ Lớn và tồn tại như bức xạ tàn dư. Khám phá này đã khẳng định lý thuyết về Vụ Nổ Lớn, đã thay đổi nhiều giả thuyết về sự hình thành vũ trụ.
Penzias và Wilson nhận giải Henry Draper Medal năm 1977 và sau đó một năm là Giải Nobel vật lý.